# Urzędów (gemeente)
De gemeente Urzędów is een landgemeente in het Poolse woiwodschap Lublin, in powiat Kraśnicki.
De zetel van de gemeente is in Urzędów.
Op 30 juni 2004 telde de gemeente 8857 inwoners.

## Oppervlakte gegevens
In 2002 bedroeg de totale oppervlakte van gemeente Urzędów 119,06 km², waarvan:
- agrarisch gebied: 78%
- bossen: 17%

De gemeente beslaat 11,84% van de totale oppervlakte van de powiat.

## Demografie
Stand op 30 juni 2004:
| Omschrijving                   | Totaal | Totaal | Vrouwen | Vrouwen | Mannen | Mannen |
| ------------------------------ | ------ | ------ | ------- | ------- | ------ | ------ |
| eenheid                        | aantal | %      | aantal  | %       | aantal | %      |
| inwoners                       | 8857   | 100    | 4471    | 50,5    | 4386   | 49,5   |
| bevolkingsdichtheid (inw./km²) | 74,4   | 74,4   | 37,6    | 37,6    | 36,8   | 36,8   |

In 2002 bedroeg het gemiddelde inkomen per inwoner 1278,42 zł.

## Plaatsen
Bęczyn, Boby-Kolonia, Boby-Księże, Boby-Wieś, Dębniak, Dziurdówka, Góry, Józefin, Kajetanówka, Konradów, Kozarów, Leszczyna, Leśniczówka, Majdan Bobowski, Majdan Moniacki, Metelin,
Mikołajówka, Mikuszewskie, Moniaki, Moniaki-Kolonia, Natalin, Okręglica-Kolonia, Popkowice, Popkowice Księże, Rankowskie, Skorczyce, Sokołówka, Urzędów, Wierzbica, Wierzbica-Kolonia, Wierzbica-Okręglica, Zadworze, Zakościelne.

## Aangrenzende gemeenten
Borzechów, Chodel, Dzierzkowice, Józefów nad Wisłą, Kraśnik, Kraśnik, Opole Lubelskie, Wilkołaz